# О Сан Ук
О Сан Ук (кор. 오상욱, нар. 30 вересня 1996) — південнокорейський фехтувальник на шаблях, олімпійський чемпіон 2020 та 2024 років, п'ятиразовий чемпіон світу, чотириразовий чемпіон Азії .

## Біографія
Починаючи з 2016 року О Сан Ук почав залучатися до виступів за основну збірну Південної Кореї. Цього ж року спортсмен вперше став чемпіоном Азії в командних змаганнях.
На дебютному чемпіонаті світу в 2017 році він поступився у чвертьфіналі індивідуальних змагань Камілю Ібрагімову, але разом з командою зумів виграти змагання. Наступний чемпіонат світу був для спортсмена менш успішним. В індивідуальних змаганнях він був сіяним під другим номером, але зазнав поразки вже у другому поєдинку. Разом з командою спортсмен захистив звання чемпіонів світу.
2019 рік став найуспішнішим у кар'єрі спортсмена. Спершу він став чемпіоном Азії як в індивідуальних так і командних змаганнях. На чемпіонаті світу, О Сан Ук знову був сіяним під другим номером, але цього разу він здолав усіх суперників та став чемпіоном світу. Він став третім в історії південнокорейського фехтування чемпіоном світу в цьому виді зброї (після Вон У Йона у 2010 році та Кім Джон Хвана у 2018 році). Разом з командою спортсмен втретє поспіль став чемпіоном. Успішний сезон дозволив спортсмену виграти загальний залік Кубка світу. У 2020 році він повторив це досягнення.

## Виступи на Олімпіадах
| Олімпіада  | Дисципліна          | Місце |
| ---------- | ------------------- | ----- |
| Токіо 2020 | індивідуальна шабля | 5     |
| Токіо 2020 | командна шабля      | 1     |
| Париж 2024 | індивідуальна шабля | 1     |
| Париж 2024 | командна шабля      | 1     |